# Oligodon forbesi
Oligodon forbesi este o specie de șerpi din genul Oligodon, familia Colubridae, descrisă de Boulenger 1883. A fost clasificată de IUCN ca specie cu risc scăzut. Conform Catalogue of Life specia Oligodon forbesi nu are subspecii cunoscute.